# قطعنامه ۸۶۷ شورای امنیت
قطعنامه ۸۶۷ شورای امنیت سازمان ملل متحد که در تاریخ ۲۳ سپتامبر ۱۹۹۳ تصویب شد، سندی بین‌المللی دربارهٔ هائیتی است. این قطعنامه طی نشست ۳۲۸۲ام با ۱۵ رای موافق، ۰ مخالف و ۰ ممتنع تصویب شد.